# Павлоградська вулиця (Київ)
Павлогра́дська ву́лиця — вулиця в Подільському районі міста Києва, місцевість Куренівка. Пролягає від Сирецької вулиці до кінця забудови.

## Історія
Вулиця виникла в 50-х роках XX століття під назвою 707-ма Нова. Сучасна назва — з 1953 року.